# Epilabidocera amphitrites
Epilabidocera amphitrites är en kräftdjursart som först beskrevs av Mcmurrich 1916.  Epilabidocera amphitrites ingår i släktet Epilabidocera och familjen Pontellidae. Inga underarter finns listade i Catalogue of Life.